# Ахарісцкалі (Хелвачаурі)
Ахарісцкалі (груз. აჭარისწყალი) — село в Грузії.
За даними перепису населення 2014 року в селі проживає 274 особи.